# Sunthorn Kongsompong

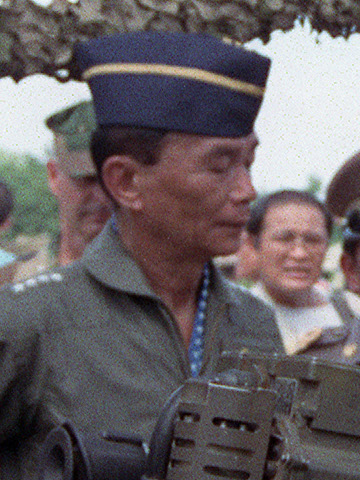
Sunthorn Kongsompong (1990)

Sunthorn Kongsompong (Thai: สุนทร คงสมพงษ์; * 1. August 1931; † 2. August 1999) war ein thailändischer Heeresoffizier (zuletzt im Rang eines Generals). Er war 1990–91 Oberkommandierender der Thailändischen Streitkräfte und 1991–92 Vorsitzender der Militärjunta „National Peace Keeping Council“ (NPKC).

## Biografie
Sunthorn war Schüler der Suan-Kulab-Wittayalai-Schule, einer bekannten Jungenschule aus der eine Reihe von Premierministern und Militärpersonen hervorging. Nach Beendigung der Schulausbildung trat er in den Militärdienst ein und war Absolvent der Chulachomklao-Militärakademie. Im Laufe seiner militärischen Laufbahn stieg er zum General auf.
Am 1. April 1990 wurde er als Nachfolger von General Chavalit Yongchaiyudh Chef des Obersten Stabs der Thailändischen Streitkräfte.
International bekannt wurde er am 23. Februar 1991, als er zusammen mit General Suchinda Kraprayoon und anderen Absolventen des 5. Jahrgangs der Chulachomklao-Militärakademie Premierminister Chatichai Choonhavan wegen des Vorwurfs der Korruption in einem Staatsstreich absetzte. Im Anschluss folgte die Bildung eines Nationalen Rates zur Friedenssicherung (National Peacekeeping Council – NPKC), dessen Vorsitzender er wurde. Am 2. März 1991 erfolgte zwar die Einsetzung von Anand Panyarachun zum Premierminister, allerdings behielt der NPKC die eigentliche Macht.
Am 1. Oktober 1991 folgte ihm General Suchinda Kraprayoon als Oberbefehlshaber der Streitkräfte.
Nach den blutigen Protesten des Schwarzen Mai trat er am 24. Mai 1992 schließlich vom Amt des Vorsitzenden des NPKC zurück, nachdem das Verfassungsgericht Angehörigen des Militärs die Beeinflussung bei der Besetzung des Amtes des Premierministers untersagte.
Nach seinem Tod durch Lungenkrebs kam es zu einem Skandal, da er den größten Teil seines Vermögens in Höhe von schätzungsweise 150 Millionen US-Dollars seiner Geliebten vermachte. Ferner wurde die Frage aufgeworfen, wie ein General mit einem Monatseinkommen von etwas mehr als 1.000 US-Dollar ein derart großes persönliches Vermögen aufbauen konnte. Der Fall führte letztlich zu Ermittlungen gegen andere Generale, Politiker und Geschäftsleute wegen des Verdachts von illegaler Bereicherung und Korruption.